# Caledonia (Dakota Północna)
Caledonia – jednostka osadnicza w Stanach Zjednoczonych, w stanie Dakota Północna, w hrabstwie Traill.